# Turboiulus tichomirovi
Turboiulus tichomirovi är en mångfotingart som beskrevs av Sergei I. Golovatch 1979. Turboiulus tichomirovi ingår i släktet Turboiulus och familjen kejsardubbelfotingar. Inga underarter finns listade i Catalogue of Life.